# Chirita polycephala
Chirita polycephala är en tvåhjärtbladig växtart som först beskrevs av Woon Young Chun, och fick sitt nu gällande namn av Wen Tsai Wang. Chirita polycephala ingår i släktet Chirita och familjen Gesneriaceae. Inga underarter finns listade i Catalogue of Life.